# Triple Nine Society
La Triple Nine Society (TNS) es una asociación voluntaria de personas de cociente intelectual alto (146 en Escala Wechsler), cuya inteligencia es más alta que la del 99,9% de la población general. Se puede comparar la TNS con Mensa, donde los miembros necesitan tener resultados superiores al 98% de la población. En otras palabras, Mensa selecciona una persona de cada 50 para la admisión, mientras que la TNS selecciona una por 1000, siendo veinte veces más selectiva.
Como Mensa, la TNS acepta los resultados de otros exámenes estandarizados para la admisión. Los que quieren ser miembros tienen que visitar el sitio de la TNS. Los miembros de la TNS provienen de diferentes lugares de la sociedad, practican profesiones diversas, y habitan en cerca de 30 países del mundo. 
Hay más de 1600 miembros de la TNS; la mayoría viven en los Estados Unidos. Publican una revista, "Vidya", que contiene artículos sobre una variedad de temas; una parte trata temáticas serias, mientras que la otra tiene un enfoque más de diversión y relajación. Los miembros se comunican por una lista de correo electrónico muy activa, grupos en redes sociales, un chat cada semana y conferencias.
Los miembros contribuyen con 30 dólares por una suscripción estándar de 12 números de Vidya, o 10 dólares por una suscripción electrónica.

## Enlaces
- Triple Nine Society
- Exámenes y resultados aceptados
- High-IQ Societies and the Tests They Accept for Admission Purposes Otras sociedades por CI alta

- Datos: Q644895